# Зурванизъм
Зурванизмът е изчезнало днес направление в зороастризма, което приема божеството Зурван, разглеждано като безкрайното пространство и време, за първичен бог-създател, породил равнопоставените близнаци Ахура Мазда и Анхра Майню. Зурванизмът се противопоставя на маздаизма, оцелялата до наши дни форма на зороастризма, според която или Ахура Мазда и Анхра Майню са първични богове, или в някои съвременни интерпретации Ахура Мазда е създател и на Анхра Майню.
Автори, като Х.Ниберт, А.Кристенсен и Виденгрен смятат, че религията, основана на култа към Безкрайното Време (Зурван-Акарана) сред част от иранците, предшества оформянето на зороастризма в Персийската империя, но аргументите им се отхвърлят от други изследователи, като Дюшен-Гилмен.